# 132 Dywizja Piechoty (III Rzesza)
132 Dywizja Piechoty (niem. 132. Infanterie-Division) – niemiecka dywizja z czasów II wojny światowej, sformowana na mocy rozkazu z 5 października 1940 roku, w 11. fali mobilizacyjnej w rejonie Landshut w VII Okręgu Wojskowym.

## Struktura organizacyjna
- Struktura organizacyjna w październiku 1940 roku:

436., 437.  i 438. pułk piechoty, 132. pułk artylerii, 132. batalion pionierów, 132. oddział rozpoznawczy, 132. oddział przeciwpancerny, 132. oddział łączności, 132. polowy batalion zapasowy;
- Struktura organizacyjna w grudniu 1944 roku:

436. (I./436. i I./437.) i 438. pułk grenadierów, 132. pułk artylerii, 132. batalion pionierów, 132. dywizyjny batalion fizylierów, 132. oddział przeciwpancerny, 132. oddział łączności, 132. polowy batalion zapasowy;

## Dowódcy
- Generalmajor (Generalleutnant) Rudolf Sintzenich 5 X 1940 – 11 I 1942;
- Generalleutnant Fritz Lindemann 11 I 1942 – 12 VIII 1943;
- Generalleutnant Herbert Wagner 12 VIII 1943 – 8 I 1945;
- Generalmajor Rudolf Demme 8 I 1945 – 8 V 1945;